# Un dono dalla Cultura
Un dono dalla Cultura (A Gift from the Culture) è un racconto di fantascienza del 1987 dello scrittore Iain M. Banks. Fa parte dell'antologia Lo stato dell'arte del 1991, pubblicata in Italia nel 2001. Il racconto è stato pubblicato per la prima volta in italiano nel 1994.

## Trama
Wrobik Sennkil è un cittadino della Cultura che avendo ripudiato il modo di vivere della sua comunità nativa, si è trasferito a Vreccis Bassa, una delle città della Comunità Economica
Vreccile. Non essendo abituato a vivere in un mondo molto più duro di quello da cui proviene, si riempie di debiti con il gioco d'azzardo. Kaddus e Cruizell, due strozzini del posto, lo obbligano a distruggere un vascello della Cultura tramite una pistola speciale, proveniente proprio da questa civiltà. Essa sarà abbastanza potente da distruggere un'intera nave, solo che questa, che può essere utilizzata solo dagli abitanti di quella civiltà (avendo un riconoscimento genetico come misura di sicurezza). I due strozzini affideranno a lui l'ingrato compito, proponendogli la completa sparizione dei suoi debiti dai loro libretti neri.
Wrobik ha paura e si rifugia a casa aspettando il suo compagno, Maust un ballerino che danza a pagamento in un locale gay di Vreccis Bassa. Ormai la missione gli è stata assegnata, come la pistola e non può più tirarsi indietro. Maust gli consiglia di fuggire dal pianeta, essendo ormai la situazione critica. Ma non appena arriva al terminale per le partenze, Wrobik scopre che Maust è stato sequestrato dai suoi aguzzini e quindi non gli rimane altro da fare che portare a termine il lavoro. Avviatosi in un parco, aspetta che la nave scenda fra le nubi, nell'atmosfera del pianeta, e mentre prende la mira, spara, provocandone l'esplosione. Wrobik quindi scappa, mescolandosi alla folla atterrita.

## Temi
La società di Vreccis Bassa è fortemente xenofoba. Pesanti maltrattamenti vengono subiti da chiunque sia diverso rispetto alla popolazione media. Wrobik non solo è un alieno in quel mondo (sotto debita copertura), ma è anche considerato omosessuale, e assieme al suo compagno, subisce giornalmente le tipiche vessazioni sociali di quella civiltà. Wrobik in realtà però, non è da considerarsi veramente gay, in quanto nato femmina, e sottopostosi successivamente al trattamento speciale offerto dalla Cultura per cambiare completamente non solo il suo corpo, ma anche il suo DNA. L'attrazione verso gli uomini però è rimasta invariata.

## Edizioni
(parziale)
- Iain M. Banks, Un dono dalla Cultura, in LCyberpunk (antologia), collana Grandi Opere Nord, traduzione di Anna Feruglio Dal Dan, n. 25, Editrice Nord, 1994, ISBN 8842907987.

- Iain M. Banks, Un dono dalla Cultura, in Lo stato dell'arte (antologia), collana Solaria, traduzione di Anna Feruglio Dal Dan, n. 15, Fanucci Editore, maggio 2001,  143-166, ISBN 8834708113.